# Noćaje
Noćaje (cyr. Ноћаје) – wieś w Serbii, w okręgu raskim, w gminie Tutin. W 2011 roku liczyła 30 mieszkańców.